# Nikołaj Sałtykow
Nikołaj Iwanowicz Sałtykow hrabia 1790, książę 1814, (ros. Николай Иванович Салтыков, ur. 31 października?/11 listopada 1736 w Petersburgu, zm. 16 maja?/28 maja 1816 tamże) – przewodniczący Gabinetu Ministrów i przewodniczący Rady Państwa Imperium Rosyjskiego w latach 1812–1816, generał-feldmarszałek rosyjski od 1796, prezydent Kolegium Wojennego w latach 1796–1802, p.o. prezydenta Kolegium Wojennego od 1788, de facto namiestnik wielkiego mistrza zakonu joannitów.

## Życiorys
Od 1748 służył w Gwardii Cesarskiej. Uczestnik wojny siedmioletniej 1756–1763. Od 1758 ober-kwatermistrz działającej armii. W latach 1763–1768 dowódca oddziałów rosyjskich stacjonujących w Rzeczypospolitej. W latach 1769–1770 uczestnik wojny rosyjsko-tureckiej 1768–1774. Od 1773 wyznaczony na kuratora następcy tronu Pawła. i jednocześnie wiceprezydentem Kolegium Wojennego. Od 1783 wychowawca wielkich książąt Aleksandra i Konstantyna Pawłowiczów. Od 1788 pełniący obowiązki prezydenta, a w latach 1796–1802 prezydent Kolegium Wojennego. Głównodowodzący wojsk rosyjskich w Polsce w 1795. Od marca 1812 do maja 1816 przewodniczący Rady Państwa i przewodniczący Rady Ministrów.
Był odznaczony Orderem Orła Białego, Orderem Świętego Andrzeja, Orderem Świętego Aleksandra Newskiego, Orderem Świętego Włodzimierza I klasy, Orderem Świętej Anny I klasy i pruskim Orderem Świętego Jana Jerozolimskiego.